# Red Hill, South Carolina
Red Hill är en ort i Horry County i delstaten South Carolina, USA.